# Urso-pardo-siberiano
O urso-pardo-siberiano (Ursus arctos collaris) é uma subespécie do urso pardo que vive no leste da Sibéria, onde ele vivem entre o rio Ienissei, até a faixa de Stanovoy, e em partes do rio Lena. A subespécie também está presente no norte da Mongólia.